# Hebstahl
Hebstahl ist ein Stadtteil der am 1. Januar 2018 neu gegründeten Stadt Oberzent im südhessischen Odenwaldkreis.

## Geographische Lage
Hebstahl liegt in enger Tallage im Süden des Talzuges, der von dem Sensbach in allgemeiner Nord-Süd-Richtung durchflossen wird, eingezwängt zwischen dem 507 Meter hohen Schnuppenberg im Nordwesten und dem 480 Meter hohen Sensberg im Südosten. Nach Westen haben kleine kurze Seitentäler die Rodung einer Feldflur ermöglicht. Südlich der Ortslage verengt sich das Tal weiter und wendet sich nach Osten. Von hier an bildet der Sensbach bis zur Einmündung in die Itter die Landesgrenze zwischen Hessen und Baden-Württemberg.

## Geschichte

### Ortsgeschichte
Das Bestehen des Ortes ist unter dem Namen Hebestal seit 1366 urkundlich belegt. Hinsichtlich der Pfarrzugehörigkeit gab es um 1829 eine Trennung in Ober-Hebstahl und Unter-Hebstahl.
Hessische Gebietsreformen (1970–1977, 2018)
Am 1. Februar 1971 fusionierte die bis dahin selbständige Gemeinde Hebstahl im Zuge der Gebietsreform in Hessen freiwillig mit den Gemeinden Ober-Sensbach und Unter-Sensbach zur Gemeinde Sensbachtal, die wiederum am 1. Januar 2018 mit weiteren Gemeinden in der Stadt Oberzent aufging.
Für die Orte Hebstahl, Unter- und Ober-Sensbach wurde ein gemeinsamer Ortsbezirk mit Ortsbeirat und Ortsvorsteher nach der Hessischen Gemeindeordnung gebildet.

### Verwaltungsgeschichte im Überblick
Die folgende Liste zeigt die Staaten und Verwaltungseinheiten, denen Hebstahl angehört(e):
- vor 1806: Heiliges Römisches Reich, Grafschaft Erbach-Fürstenau, Amt Freienstein
- ab 1806: Großherzogtum Hessen (Souveränitätslande),[Anm. 2] Fürstentum Starkenburg, Amt Freienstein (zur Standesherrschaft Erbach gehörig)
- ab 1815: Großherzogtum Hessen[Anm. 3] (Souveränitätslande), Provinz Starkenburg, Amt Freienstein (zur Standesherrschaft Erbach gehörig)
- ab 1822: Großherzogtum Hessen, Provinz Starkenburg, Landratsbezirk Erbach[Anm. 4]
- ab 1848: Großherzogtum Hessen, Regierungsbezirk Erbach
- ab 1852: Großherzogtum Hessen, Provinz Starkenburg, Kreis Erbach
- ab 1871: Deutsches Reich,[Anm. 5] Großherzogtum Hessen, Provinz Starkenburg, Kreis Erbach
- ab 1918: Deutsches Reich, Volksstaat Hessen,[Anm. 6] Provinz Starkenburg, Kreis Erbach
- ab 1938: Deutsches Reich, Volksstaat Hessen, Landkreis Erbach[7][Anm. 7]
- ab 1945: Amerikanische Besatzungszone,[Anm. 8] Groß-Hessen, Regierungsbezirk Darmstadt, Landkreis Erbach
- ab 1946: Amerikanische Besatzungszone, Hessen, Regierungsbezirk Darmstadt, Landkreis Erbach
- ab 1949: Bundesrepublik Deutschland, Hessen, Regierungsbezirk Darmstadt, Landkreis Erbach
- ab 1971: Bundesrepublik Deutschland, Hessen, Regierungsbezirk Darmstadt, Landkreis Erbach, Gemeinde Sensbachtal[Anm. 9]
- ab 1972: Bundesrepublik Deutschland, Hessen, Regierungsbezirk Darmstadt, Odenwaldkreis, Gemeinde Sensbachtal
- ab 2018: Bundesrepublik Deutschland,  Hessen, Regierungsbezirk Darmstadt, Odenwaldkreis, Stadt Oberzent[Anm. 10]

## Bevölkerung

### Einwohnerentwicklung
- 1829: 94 (Ober-Hebstahl), 171 (Unter-Hebstahl) Einwohner[1]
- 1961: 280 evangelische (= 95,56 %), 13 katholische (= 4,44 %) Einwohner[1]

| Hebstahl: Einwohnerzahlen von 1829 bis 2020 | Hebstahl: Einwohnerzahlen von 1829 bis 2020 | Hebstahl: Einwohnerzahlen von 1829 bis 2020 | Hebstahl: Einwohnerzahlen von 1829 bis 2020 | Hebstahl: Einwohnerzahlen von 1829 bis 2020 |
| --- | ------------------------------------------- | ------------------------------------------- | ------------------------------------------- | ------------------------------------------- |
| Jahr |                                             |                                             |                                             | Einwohner                                   |
| 1829 | 1829                                        |                                             | 265                                         | 265                                         |
| 1834 | 1834                                        |                                             | 294                                         | 294                                         |
| 1840 | 1840                                        |                                             | 302                                         | 302                                         |
| 1846 | 1846                                        |                                             | 318                                         | 318                                         |
| 1852 | 1852                                        |                                             | 335                                         | 335                                         |
| 1858 | 1858                                        |                                             | 327                                         | 327                                         |
| 1864 | 1864                                        |                                             | 337                                         | 337                                         |
| 1871 | 1871                                        |                                             | 342                                         | 342                                         |
| 1875 | 1875                                        |                                             | 331                                         | 331                                         |
| 1885 | 1885                                        |                                             | 322                                         | 322                                         |
| 1895 | 1895                                        |                                             | 313                                         | 313                                         |
| 1905 | 1905                                        |                                             | 304                                         | 304                                         |
| 1910 | 1910                                        |                                             | 307                                         | 307                                         |
| 1925 | 1925                                        |                                             | 301                                         | 301                                         |
| 1939 | 1939                                        |                                             | 261                                         | 261                                         |
| 1946 | 1946                                        |                                             | 326                                         | 326                                         |
| 1950 | 1950                                        |                                             | 325                                         | 325                                         |
| 1956 | 1956                                        |                                             | 299                                         | 299                                         |
| 1961 | 1961                                        |                                             | 293                                         | 293                                         |
| 1967 | 1967                                        |                                             | 315                                         | 315                                         |
| 1970 | 1970                                        |                                             | 287                                         | 287                                         |
| 1980 | 1980                                        |                                             | ?                                           | ?                                           |
| 1990 | 1990                                        |                                             | ?                                           | ?                                           |
| 2000 | 2000                                        |                                             | ?                                           | ?                                           |
| 2011 | 2011                                        |                                             | 267                                         | 267                                         |
| 2018 | 2018                                        |                                             | 253                                         | 253                                         |
| 2020 | 2020                                        |                                             | 237                                         | 237                                         |
| Datenquelle: Historisches Gemeindeverzeichnis für Hessen: Die Bevölkerung der Gemeinden 1834 bis 1967. Wiesbaden: Hessisches Statistisches Landesamt, 1968. Weitere Quellen: LAGIS; Zensus 2011 |                                             |                                             |                                             |                                             |

### Einwohnerstruktur 2011
Nach den Erhebungen des Zensus 2011 lebten am Stichtag dem 9. Mai 2011 in Hebstahl 267 Einwohner. Darunter waren 3 (1,1 %) Ausländer.
Nach dem Lebensalter waren 45 Einwohner unter 18 Jahren, 108 zwischen 18 und 49, 57 zwischen 50 und 64 und 57 Einwohner waren älter.
Die Einwohner lebten in 111 Haushalten. Davon waren 24 Singlehaushalte, 27 Paare ohne Kinder und 36 Paare mit Kindern, sowie 24 Alleinerziehende und keine Wohngemeinschaften. In 15 Haushalten lebten ausschließlich Senioren und in 72 Haushaltungen lebten keine Senioren.

## Kultur
Vier Wohnhäuser in Hebstahl stehen unter Denkmalschutz, darunter ein einstöckiges Wohnstallhaus von 1760 in Hanglage mit seitlicher Außentreppe, einem hohen Bruchsteinsockel und einem Wohngeschoß in konstruktivem Fachwerk als guterhaltenes Beispiel eines typischen Bauernhauses des Sensbachtals.

## Verkehr
Für den überörtlichen Verkehr ist Hebstahl durch die Landesstraße L 3120 erschlossen, die von dem benachbarten Unter-Sensbach her kommt und dann, den Sensbach talabwärts begleitend, bei Gaimühle das Ittertal erreicht und in die L 2311 einmündet, die nach Eberbach führt.